# Даиссала, Даколе
Даколе Даиссала (род. 15 апреля 1943, Гундай, Французский Камерун — 9 августа 2022, Яунде, Камерун) — камерунский политик и глава Движения за оборону Республики — политической партии, базирующейся в Крайнесеверном регионе Камеруна. Он занимал пост государственного министра почт и телекоммуникаций в правительстве Камеруна с 1992 по 1997 год; впоследствии он был депутатом Национального собрания с 1997 по 2002 год, а затем министром транспорта с 2004 по 2007 год. Он работал в Сенате с 2013 года до своей смерти.

## Биография
Даиссала принадлежал к народности кирди и родился в Гундае(близ Каэле) в Крайнесеверном регионе, 15 апреля 1943 года. В 1967 году он стал первым заместителем префекта в Нгаундере. Впоследствии он был заместителем директора по общему управлению в Министерстве финансов с 1969 по 1970 год и директором транспорта с 1970 по 1973 год. Он занимал должность заместителя генерального директора Управления городского транспорта Камеруна (Société de Transports Urbains du Cameroun, SOTUC) с 1973 по 1975 год, а затем генерального директора SOTUC с 1975 по 1984 год.
Даиссала был арестован после неудавшейся попытки переворота против президента Поля Бийи в апреле 1984 года. Проведя семь лет в тюрьме без суда и даже без предъявления обвинений, он был освобожден в 1991 году. Он написал книгу о своем опыте в тюрьме под названием «Libre derrière les barreaux» (Свободные за решеткой).
После освобождения он основал оппозиционную партию Движение за оборону Республики. Некоторые подозревают, что партия была фактически создана властями как часть стратегии по разбавлению значимой оппозиции. ДОР выиграли шесть мест в Национальном собрании на парламентских выборах в марте 1992 года (все они в Крайнесеверном регионе), а затем объединились с правящим Камерунским народным демократическим движением. Таким образом, обе партии составили узкое парламентское большинство с 94 из 180 мест. Даиссала был назначен в правительство на должность государственного министра почт и телекоммуникаций 9 апреля 1992 года. Четыре других члена ДОР также получили должности в правительстве в то же время.
Даиссала был членом Консультативного конституционного совета в 1995 году, до принятия новой конституции в январе 1996 года. Он был избран в Национальную ассамблею от избирательного округа Майо-Кани Крайнесеверного региона на парламентских выборах 1997 года и был единственным кандидатом от ДОР, получившим место, работая в Национальном собрании с 1997 по 2002 год. На президентских выборах в октябре 1997 года он поддержал кандидата от Движения за демократию и прогресс Самуэля Эбуа, а не президента Бийю. После победы последнего он, в частности, отсутствовал на церемонии принятия присяги Бийи 3 ноября 1997 года. После более чем пяти лет на посту министра государственной почты и телекоммуникаций Дайссала был исключён из правительства, назначенного 7 декабря 1997 года. По словам Дайссалы, его уход из правительства был добровольным, основанным на его желании служить депутатом в Национальном собрании.
В мае 1998 года Даиссале запретили покинуть страну для частной поездки во Францию, а его паспорт был изъят. Он назвал это нарушением прав человека. Впоследствии, как сообщается, он восстановил свой паспорт и снова смог путешествовать. Вместе с четырьмя другими оппозиционными партиями, включая Социал-демократический фронт, ДОР подписали заявление 23 ноября 2000 года, призывая к созданию независимой избирательной комиссии и осуждая «презрительное безразличие» правительства в отношении требования свободных, справедливых и прозрачных выборов.
13 января 2001 года Даиссала и лидеры других партий приняли участие в несанкционированном протесте в Яунде против Национальной избирательной обсерватории, полагая, что она не будет беспристрастным органом. Протест был разогнан силами безопасности, а Даиссала вместе с другими лидерами партии был задержан на пять часов. После парламентских выборов в июне 2002 года Даиссала и четыре других видных политика Севера Камеруна опубликовали заявление, в котором они заявили о фальсификации выборов и объявили о формировании «фронта сопротивления». Они предупредили, что Камерунское народное демократическое движение возвращает страну к однопартийному правлению, и призвали политиков «превзойти любые разногласия, эгоизм и личные амбиции, чтобы создать движение, способное спасти Камерун от краха». Он также присоединился к другим северным политикам, подписав в сентябре 2002 года меморандум, осуждающий предполагаемую маргинализацию и пренебрежение правительства к ним, а также призывающий уделять больше внимания решению проблем севера страны.
Даиссала поддержал президента Бийю на президентских выборах в октябре 2004 года и впоследствии, после семи лет отсутствия в правительстве, был назначен министром транспорта в правительстве, сформированном 8 декабря 2004 года. Будучи министром транспорта, Даиссала подписал соглашение об открытом небе с помощником госсекретаря США по делам Африки Джендайей Фрейзер 16 февраля 2006 года, тем самым разрешив взаимные неограниченные воздушные перевозки между двумя странами.
Даиссала снова баллотировался на парламентское место на парламентских выборах в июле 2007 года, заявив, что, по его мнению, министр в правительстве должен баллотироваться на выборах. Он также сказал, что если ДОР когда-либо получит парламентское большинство, то она немедленно примет закон, требующий от министров баллотироваться в качестве кандидатов в парламент. Однако им не удалось получить ни одного места в Национальном собрании на выборах 2007 года, и Даиссала потерпел поражение в избирательном округе Майо-Кани. ДОР в Майо-Кани проиграли с небольшим отставанием, набрав 48,67% голосов против 51,33% у Камерунского народного демократического движения. Хотя Даиссала заявил, что готов остаться в правительстве, несмотря на свое поражение на выборах, он был исключен из правительства, назначенного 7 сентября 2007 года. Помимо сокращения поддержки ДОР, еще одним фактором отставки Даиссалы, как полагают, стала его вялая реакция на крушение рейса 507 Kenya Airways в Дуале в мае 2007 года. Его критиковали за бездействие после крушения и за то, что он даже не посетил место проишествия.
Даиссала и ДОР поддержали конституционную поправку 2008 года, которая сняла ограничение на два президентских срока, тем самым позволив Бийе баллотироваться на еще один срок в 2011 году. Однако Даиссала также заявил, что он выступает за другие конституционные изменения, такие как создание системы абсолютного большинства и введение обязательного голосования.
В мае 2013 года президент Бийя назначил Даиссалу в Сенат Камеруна. Он был одним из 30 сенаторов, получивших свои места по президентскому назначению. Остальные же 70 сенаторов были избраны косвенно. Бийя назначил трех сенаторов для каждого региона, и Даиссала был одним из трех, кто прибыл из Крайнесеверного региона. Когда 12 июня 2013 года было избрано Бюро Сената, Даиссала получил должность секретаря.
Даиссала скончался 9 августа 2022 года в университетской больнице Яунде после госпитализации. Его похороны состолись 29 октября 2022 года в его родной деревне, в соответствии с Указом № 2022/4482 от 28 октября 2022 года.